# Osbert Peake
Osbert Peake, 1er vicomte Ingleby, (30 décembre 1897 - 11 octobre 1966) est un homme politique du Parti conservateur britannique. Il est ministre de l'Assurance nationale puis ministre des Pensions et de l'Assurance nationale de 1951 à 1955.

## Biographie
Peake fait ses études au Collège d'Eton avant de s'entraîner au Collège militaire royal de Sandhurst. Il sert avec les Coldstream Guards pendant la Première Guerre mondiale, avant de rejoindre les Sherwood Rangers Yeomanry.
Il entre à Christ Church, Oxford en 1919 et obtient son diplôme d'histoire en 1921. En 1923, il est admis au barreau de l'Inner Temple.
Après s'être présenté sans succès Dewsbury en 1922, Peake est élu député de Leeds North en 1929.
En avril 1939, il est nommé sous-secrétaire d'État parlementaire au ministère de l'Intérieur et en octobre 1944, il devient secrétaire financier au Trésor. Alors qu'il est dans l'opposition, il devient l'un des principaux porte-parole des propositions de réforme sociale de Beveridge et, lors du retour au pouvoir des conservateurs en 1951, il devient ministre de l'Assurance nationale (ministre des Pensions et de l'Assurance nationale à partir de septembre 1953 et membre du Cabinet à partir d'octobre 1954).
En décembre 1955, peu de temps après qu'Anthony Eden succède à Winston Churchill au poste de Premier ministre en avril, Peake démissionne du gouvernement.
Peake devient conseiller privé en 1943 et est élevé à la pairie le 17 janvier 1956 en tant que vicomte Ingleby, de Snilesworth dans la circonscription nord du comté de York. À sa mort en 1966, il est remplacé dans la vicomté par son fils unique, Martin.

## Vie privée
Le 19 juin 1922, Peake épouse Joan Rachel de Vere Capell (1899–1979), fille cadette de George Capell (7e comte d'Essex) et Adele Capell (en), comtesse d'Essex. Ils ont cinq enfants:
- Iris Irene Adele Peake, (née en 1923), une dame d'honneur de la princesse Margaret de 1952 à 1963, épouse le capitaine Oliver Payan Dawnay, en 1963[4],[5]
- Sonia Mary Peake (1924–2009), épouse David Hay, 12e marquis de Tweeddale, mère de fils jumeaux : Edward Hay (13e marquis de Tweeddale) (en) et David Hay, 14e marquis de Tweeddale[6]
- Martin Raymond Peake, 2e vicomte Ingleby (1926–2008)[1]
- Imogen Clarissa Peake (1934–1937)
- Mary Rose Peake (née en 1940), qui épouse Everard John Robert March Phillipps de Lisle